# Negri (gemeente)
Negri is een Roemeense gemeente in het district Bacău.
Negri telt 2926 inwoners.